# Yunckeria
Yunckeria é um género botânico pertencente à família Myrsinaceae.